# Semetínský potok
Semetínský potok je levostranným přítokem Vsetínské Bečvy ve městě Vsetín místní část Bobrky. Délka toku činí 6,6 km. Plocha povodí měří 10,7 km².

## Průběh toku
Pramení ve Hostýnsko-vsetínské hornatině na severovýchodním svahu vrchu Chléviska (641 m n. m.). Protéká údolím mezi vrchy Ratibořský Grůň a Lipový, dále mezi vrchy Křížový a Janišovský, pak osadou Semetín, která je místní částí Vsetína . Semetín a jeho okolí je rekreační oblastí s množstvím chat a jiných rekreačních objektů. V dolní části Semetína u mostu se potok vlévá do Vsetínské Bečvy. 